# 3e bataillon de renseignement (États-Unis)
Pour les articles homonymes, voir 3e bataillon.
Le 3e bataillon du renseignement (3rd Intelligence Battalion / 3rd Intel) est une unité de renseignement militaire et de contre-espionnage du Marine Corps Intelligence basée au Marine Corps Base Camp Hansen, à Okinawa, au Japon. Il fait partie du Corps des Marines des États-Unis et est sous commandement organique de la III Marine Expeditionary Force (III MEF) pour laquelle il produits renseignements et analyses. 

## Mission
La mission du bataillon est de planifier, de diriger, de collecter, de traiter, de produire et de diffuser des renseignements, et de fournir un soutien de contre-espionnage à l'élément de commandement III MEF, aux principaux commandements subordonnés du MEF, aux forces opérationnelles du marines air-sol (MAGTF) et à d'autres commandements. 

## Histoire
Le bataillon a été créé le 1er octobre 1990 au Marine Corps Camp Courtney, Okinawa, en tant que 3d Intelligence Company, 3d Surveillance, Reconnaissance, Intelligence Group sous le commandement du III MEF. En décembre 1990, il a été transféré au camp Hansen. En juin 1995, il a été réaffecté au quartier général et au bataillon des services du III MEF. 
Le bataillon a été désigné 3e bataillon du renseignement le 2 avril 1999. En octobre 1999, il a été réaffecté au quartier général du III MEF. Il a participé à diverses opérations et exercices dans la région du Pacifique au cours de son histoire. 
Le bataillon envoie occasionnellement des détachements à l'appui des opérations de combat. En mai 2009, il a envoyé un détachement participer à l'opération Enduring Freedom dans le cadre de la 2e Marine Expeditionary Brigade. Le détachement du bataillon est arrivé au camp Shorabak dans la province de Helmand Sud, en Afghanistan, le 19 mai 2009. Son détachement a fourni des renseignements essentiels avant et pendant les opérations Khanjar (2 juillet 2009 - 20 août 2009), Cobra's Anger (4 décembre 2009 - 7 décembre 2009), et Moshtarak (13 février 2010 - 7 décembre 2010). Les Marines du détachement du bataillon sont rentrés à Okinawa le 12 mars 2010. 

## Unités subordonnées
- Quartier général
- Compagnie des opérations de renseignement
- Compagnie de contre-espionnage / d'intelligence humaine

## Voir également